# Tagzeiten vom Leiden Christi und Tagzeiten Mariä

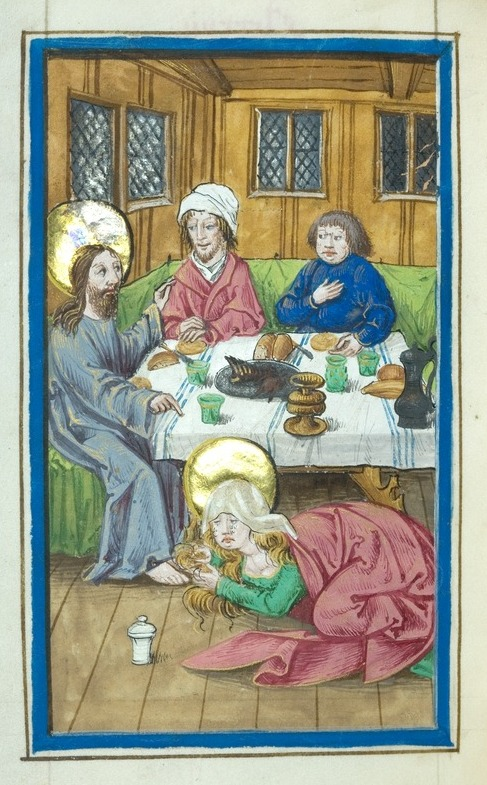
Fusswaschungsszene (Blatt 187v)

Die Tagzeiten vom Leiden Christi und Tagzeiten Mariä (Heidelberg,  Universitätsbibliothek, Cod. Pal. germ. 440, Kurzform Cpg 440) bezeichnen eine illustrierte Pergamenthandschrift, die 1501 im Skriptorium des Frankenthaler Klosters St. Maria Magdalena (auch Groß-Frankenthal) hergestellt worden ist. Es ist ein kleinformatiges Brevier, das von Niclas Numan in deutscher Sprache geschrieben wurde. Der Codex kam 1558 an die Bibliotheca Palatina und gehört zu den Codices Palatini germanici.

## Herkunft

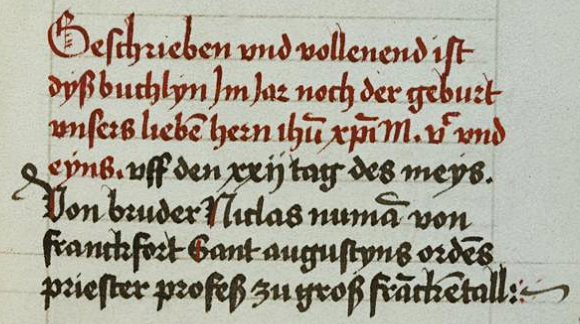
Schreibervermerk, Blatt 236r

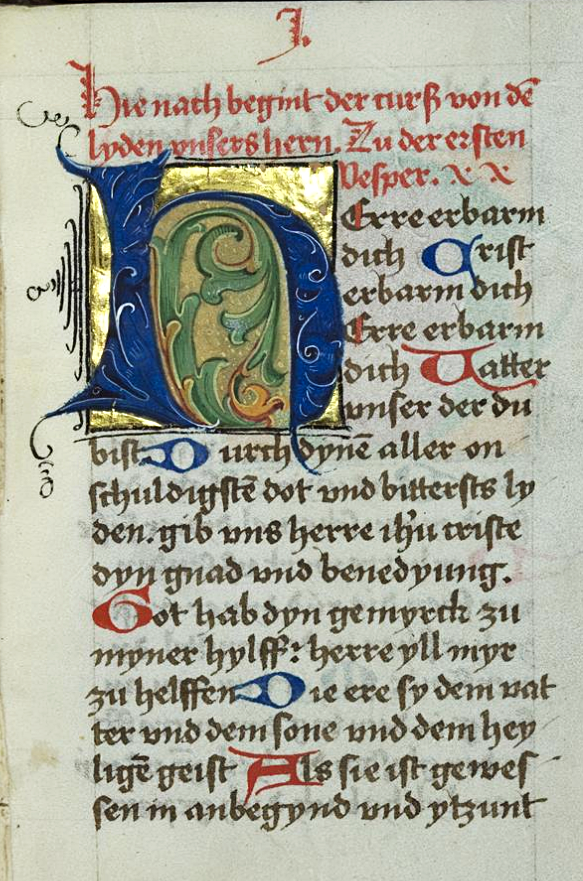
Blatt 1r der Handschrift

Nach der Blütezeit des Frankenthaler Skriptoriums in der zweiten Hälfte des 12. Jahrhunderts, erreichte die Handschriftenerstellung dank Numan gegen Ende des 15. Jahrhunderts noch einen weiteren kleinen Höhepunkt. Der Schreiber ist von 1488 bis 1508 in Frankenthal nachzuweisen.
In vier seiner erhaltenen Werke hat er ein Kolophon eingefügt. Bei diesem Brevier nennt sich der Schreiber auf Blatt 236r: Von bruder Niclas Numan von Franckfort Sant Augustyns ordens priester profeß zu Groß Franckentall.
Niclas Numan (Nicolaus Neumann) aus Frankfurt am Main war ein Augustiner-Chorherr der die Profess abgelegt hatte, sowie Regularkanoniker und Priester des Stifts Groß-Frankenthal.

## Geschichte
Die Schrift ist seit 1558 in der Heidelberger Schlossbibliothek nachweisbar. 1581 war sie in der Heiliggeistbibliothek, der öffentlich zugänglichen Bibliotheca Palatina aufgestellt und katalogisiert. 1622/1623 wurde sie mit den Büchern der Palatina nach Rom in die Vatikanische Bibliothek gebracht, bis 1816 die deutschsprachigen Handschriften an Heidelberg zurückgegeben wurden. Die Capsanummer „C 169“ und „1328“ sind in Tinte auf dem Buchdeckel notiert. Das Buch befand sich in der 169. Transportkiste, 1328 ist die Nummer im Verzeichnis Allaccis.
Das Brevier wurde 1962 von Hans Heiland (Stuttgart) restauriert, dabei löste er das Papierschild mit Rückentitel ab, das er später der Handschrift Cod. Pal. germ. 1 beifügte.

## Beschreibung
Das Brevier enthält Tagesgebete in mehreren Gruppen, es folgen Gebete zur Sündenvergebung und zur Totenvigil. Den Abschluss bilden sieben Bußpsalmen und eine Allerheiligenlitanei. Es hat 240 Blatt mit den Abmessungen 13,9 cm × 9,8 Zentimetern. Beschreibstoff ist Pergament. Numan ist der einzige Schreiber, er schreibt in einer winzigen Bastarda auf einem Schriftspiegel von etwa 10 cm × 6 cm, der nur 19 Zeilen umfasst.
Das Werk enthält acht aufwändige, in Gold und Silber gerahmte Initialen. Rubrizierte Initialen auf Blatt 233r heben die Namen des Ordensheiligen Augustinus und Maria Magdalenas als Groß-Frankenthaler Kirchenpatronin hervor.
Numan hatte sieben Seiten für ganzseitige Illustrationen vorgesehen, nur zwei sind in Deckfarbenmalerei ausgeführt. Auf Blatt 187v ist eine Fusswaschungsszene mit Christus und der reuigen Sünderin dargestellt. Auf Blatt 211v ziehen zwei Engel Seelen, d. h. zwei nackte Menschen aus dem Fegefeuer. Der linke Mensch ist mit Tonsur als Geistlicher dargestellt. Im oberen Drittel wird Gott mit Krone in einem goldenen Medaillon dargestellt. Er erteilt den Segen. Beide Illustrationen nehmen Bezug zum folgenden Text. Hürkey ordnet die hohe Qualität der Darstellung dem Bereich des „Hausbuchmeisters“ zu, Malort könnte der Mittelrhein oder Heidelberg sein.
Das Buch wurde in einen Ottheinricheinband aus braunem Kalbsleder eingebunden, das Leder ist geprägt. Das Brustbild des Kurfürsten Ottheinrich, die Jahreszahl 1558 und das kurfürstliche Wappen auf der Rückseite sind vergoldet.

## Weitere Werke von Niclas Numan
- Thomas à Kempis: «Soliloquium animae et alii tractatus». Frankenthal 1488. Den Haag, Koninklijke Bibliotheek, MS 75 G 70
- Jesus Sirach. Frankenthal 1502, Heidelberg,  Universitätsbibliothek, Cod. Pal. germ. 468 (Digitalisat)
- Cod. Pal. lat. 971. Rom, Vatikanische Bibliothek (Digitalisat)
- Cod. Pal. lat. 479. Rom, Vatikanische Bibliothek (Digitalisat), undatiert und ohne Namen.[3]